# میکولتشیتسه
میکولتشیتسه (به چکی: Mikulčice) یک منطقهٔ مسکونی در جمهوری چک است، که در ناحیه هودونین واقع شده‌است. میکولتشیتسه  ۱٬۹۳۳ نفر جمعیت دارد.